# غرينفيل دين ويلسون
غرينفيل دين ويلسون (بالإنجليزية: Grenville Dean Wilson)‏ هو ملحن وعازف بيانو أمريكي، ولد في 26 يناير 1833، وتوفي في 20 سبتمبر 1897.

## وصلات خارجية
- غرينفيل دين ويلسون على موقع ميوزك برينز (الإنجليزية)